# Mammelukse dinar

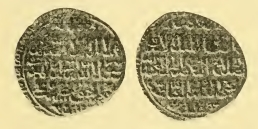
Voorzijde van een Mammelukse dinar

De Mammelukse dinar was de munteenheid van het middeleeuwse Mammelukse sultanaat in Caïro. De munten werden geslagen in Caïro en Alexandrië.
De Mammelukken namen de macht over van de Ajjoebiden en gebruikten in de beginfase de Ajjoebidische dinar. Pas tijdens de heerschappij van sultan Saif ad-Din Qutuz werden de eerste Mammelukse dinars geslagen. Ze volgden in grote lijnen het monetaire systeem van hun voorgangers de Ajjoebiden. 
De Mammelukken waren de eerste die de naam van de Abbasidische kalief niet vermeldden op hun munten, alhoewel de Abbadisden hun kalifaat in Caïro hadden.